# Pilooski
Pilooski (właśc. Cédric Marszewski), francuski DJ.

## Wybrana dyskografia
- 2002: Systeme Piloo (7")
- 2003: A Peu Près (12")
- 2006: Can't There Be Love (12")
- 2007: A Digital Catastrophee (12")
- 2007: Love Is Wet (10")
- 2008: Wctbl (7", S/Sided, Ltd, Blu)
- 2010: Rvng Of The Nrds Vol. 10 (12", S/Sided, Etch, Ltd)

## Niektóre remixy
- Elvis Presley - Crawfish
- The Human Beinz - Nobody But Me
- Dee Edwards - Why Can't There Be Love
- Del Shannon - Gemini
- Jarvis Cocker - Discosong
- Jan Turkenburg - In My Spaceship
- Soul Vigilantes - Background Noise
- Jarvis Cocker - You're In My Eyes
- John Miles - Stranger In The City
- Don Armando's 2nd Ave Rhumba Band - I'm An Indian Too
- Can - Mothersky
- LCD Soundsystem - 45:33
- Von Sudenfed - The Rhinohead
- Danny Gold - Throwdown
- Kenneth Bager - Sound of Swing
- Yellow Power - Hai Samurai
- Frankie Valli - Who Loves You